# Цзян Цземинь
Цзян Цземинь (кит. упр. 蒋洁敏, пиньинь Jiǎng Jiémǐn) (род. в 1954) — президент Китайской национальной нефтяной компании, председатель совета директоров компании PetroChina. Член Центрального комитета КПК 18-го созыва.
Окончил Шаньдунский университет. Долгое время работал в нефтегазовой отрасли. В 2000—2004 гг. — заместитель председателя Народного правительства провинции Цинхай.
В апреле 2004 года назначен заместителем генерального директора Китайской национальной нефтяной компании, в мае этого же года — заместителем председателя совета директоров и президентом PetroChina.
В ноябре 2006 года становится генеральным директором Китайской национальной нефтяной компании, а в мае 2007 года — председателем совета директоров PetroChina. Ушел с поста президента PetroChina в мае 2008 года.
1 сентября 2013 года было официально сообщено, что в отношении Цзян Цземиня начала расследование ЦКПД.
В июне 2014 года исключён из партии по обвинениям в нарушении партийной дисциплины, взяточничестве и злоупотреблении служебным положением.